# Aimé Le Déan
 (août 2021).
Si vous disposez d'ouvrages ou d'articles de référence ou si vous connaissez des sites web de qualité traitant du thème abordé ici, merci de compléter l'article en donnant les références utiles à sa vérifiabilité et en les liant à la section « Notes et références ».
Aimé Le Déan est un homme politique français né le 27 juin 1776 à Quimper (Bretagne) et décédé le 6 juin 1841 à Vichy (Allier).

## Biographie
Aimé Jean Louis Nicolas René Le Déan naît le 27 juin 1776 à Quimper. Il est le fils de Jean-François Le Déan, conseiller du roi et son receveur des fouages à Quimper et de son épouse, Marie Michèle  Huchet de Kerourein. 
Entré à l'école Polytechnique en 1794, Aimé Le Déan est ensuite admis à l’École du Génie Maritime en 1796. Il est ingénieur de la Marine à Brest en 1797, puis à Lorient. 
Conseiller municipal de Lorient, conseiller général, il est député du Morbihan de 1834 à 1841, siégeant dans la majorité soutenant la monarchie de Juillet.
Il meurt le 6 juin 1841 à Vichy.

### Vie privée et familiale
Il est le neveu de François Jérôme Le Déan, qui est maire de Quimper et brièvement député du Finistère pendant les Cent-Jours.
Il épouse à Lorient, le 19 mai 1806, Anne-Marie Régnier, dont il a deux filles. 

## Distinctions
- Chevalier de la Légion d'honneur (18 août 1814)[2]

## Sources
- « Aimé Le Déan », dans Adolphe Robert et Gaston Cougny, Dictionnaire des parlementaires français, Edgar Bourloton, 1889-1891 [détail de l’édition]
- René Kerviler, Recherches et notices sur les députés de la Bretagne aux états-généraux et à l'Assemblée nationale constituante de 1789, t. II, Rennes, Librairie Plihon et Hervé, 1889, 321 p.
- Sa fiche sur le site de l'Assemblée nationale